# Ülemistesøen
59°23′57″N 24°46′08″Ø / 59.3993°N 24.7689°Ø
Ülemistesøen (estisk: Ülemiste järv) er den største af de søer som omgiver Tallinn, Estlands hovedstad. Søen er 4,1 km lang og 3,2 km bred og har et areal på omkring 9,4 km².
Ülemiste er kilde til størstedelen af Tallinns drikkevandsforsynligning. Ülemiste har tilløb fra åen Kurna, samt fra floden Pirita gennem Vaskjala–Ülemiste-kanalen. Historisk har søen haft afløb til Tallinnbugten i Den Finske Bugt gennem floden Härjapea, men nu er udløbet helt rørlagt.
Estlands største lufthavn Lennart Meri Tallinn Lufthavn ligger ved søens østlige bred i det område af Tallinn som også hedder Ülemiste, og fly lander og letter ofte over søen.
Tallinns vandforsyningsfirma, AS Tallinna Vesi, har et vandbehandlingsanlæg på nordsiden af søen som leverer 90 % af Tallinns drikkevand. De resterende 10 % kommer fra grundsvandboringer. Ülemiste kunne levere til hele Tallinn, men grundvandsboringerne bruges som backup i tilfælde af at søen forurenes idet Tallinn Lufthavns placering ved søen er en ikke ubetydelig forureningsrisiko.
18. march 2010 udførte et Antonov An-26 fragtfly tilhørende DHL en nødlanding på isen på Ülemiste. Flyet var på vej fra Helsinki til Tallinn. To besætningsmedlemmer kom til skade, og omkring 1 ton brændstof lækkede ud. Det lykkedes at fjerne hele forureningen.
Administrativt tilhører Ülemistesøen Tallinns centrale distrikt Kesklinn. Søen udgør sammen omkringliggende skove underområdet Ülemistejärve. Pr.  2. januar 2019 boede der 203 personer i underområdet Ülemistejärve, og arealet var 1396 ha.

## Miljøproblemer
Ülemistesøen har siden det 14. århundrede udgjort størstedelen af Tallinns drikkevandsforsyning. Det gør det særlig vigtigt at opretholde høj vandkvalitet i søen. De største miljømæssige problemer er at søen er eutroficeret og biomassen af planteplankton i vandet er stor hvilket gør behandlingen af drikkevand fra søen dyr, et tykt sedimentlag på bunden som kan frigives til vandet i blæsevejr, og risiko for forurening fra Tallinn Lufthavn.
Man har gennemført flere projekter for at forbede vandkvaliteten:
- Der er bygget vandreservoirer og kanaler ved Pirita-, Jägala- og Soodla-floderne som leder vand til Ülemistesøens. Søens afvandingsområde er derved forøget fra 70 km² til 1.865 km².
- Beskyttelseszonen omkring søen er i 2009 udvidet fra før 90 m så større områder omkring søen skal bevares i deres naturlige tilstand, og bebyggelse i området er begrænset.
- I 2011-12 blev en dæmning til kystbeskyttelse udvidet.
- Et biomanipulationsprojekt til at forøge antallet og størrelsen af plantespisende dyreplankton er gennemført for at nedbringe biomassen af planteplankton.[4]

## Mytologi
Tæt på Ülemistesøens østlige bred er der et klippeskær som hedder Lindakivi ("Lindas sten"). I estisk mytologi regnes den for en af de kampesten som den mytologiske person Linda bar til Kalevs grav i Toompea, men den faldt ud af hendes forklæde hvorefter hun sad på stenen og græd hvorved søen blev skabt.
Den legendariske "Ülemiste Olding" (estisk: Ülemiste vanake) siges at leve i søen. Hvis man skulle møde ham, vil han ifølge legenden spørge om Tallinn er færdigbygget. Hvis man svarer ja, vil oldingen oversvømme byen, så det korrekte svar er "Nej, der er endnu meget at gøre".

## Billeder
- Luftfoto med Tallinn Lufthavn i frorunden
- Lindakivi
- Lindakivi foran vandbehandlings-anlægget
- Antonov An-26 på isen på Ülemistesøen 18. marts 2010